# Tropicamide
La tropicamide è un anticolinergico, usato come midriatico.
La tropicamide è un parasimpaticolitico in grado di produrre midriasi (dilatazione della pupilla) e cicloplegia (paralisi del muscolo ciliare presente nell'occhio) e viene applicata tramite instillazione di gocce nell'occhio in cui si vuole produrre il suddetto effetto. L'effetto varia secondo la quantità instillata e da persona a persona; la durata della dilatazione è generalmente compresa tra le tre e le otto ore. In taluni casi il farmaco è affiancato alla fenilefrina (agonista dei recettori α1-adrenergici, midriatico ma non cicloplegico).
Il paziente dopo l'instillazione di tropicamide riferisce visione offuscata, dovuta alla paralisi del muscolo ciliare (cicloplegia) che non rende possibile l'accomodazione oculare e la messa a fuoco. La sostanza produce in una buona parte dei pazienti un aumento della pressione endoculare che ha stato transitorio durevole per circa due ore: ciò può provocare un arrossamento dell'occhio.

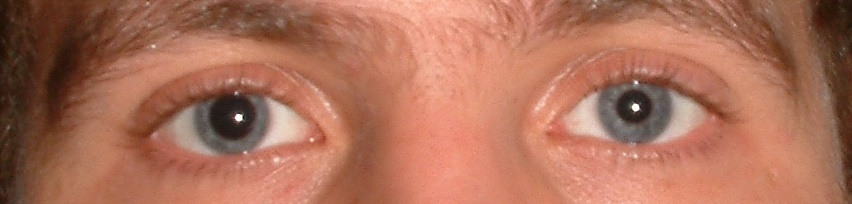
Anisocoria causata dalla tropicamide instillata solo nell'occhio destro

Per molte tipologie di visita oculistica la tropicamide ha quasi totalmente sostituito l'atropina: il tempo di latenza della tropicamide è di circa 25-35 minuti e, malgrado la cicloplegia prodotta dalla tropicamide sia meno durevole e non sia totale, è la medicina di scelta per visite di pronto soccorso e la maggior parte delle visite specialistiche. Il vantaggio principale è l'effetto immediato e la facilità di utilizzo, visto che il protocollo instillativo dell'atropina dura tre giorni, con applicazioni tre volte al giorno, mantenendo midriasi e cicloplegia per circa 15 giorni e può quindi creare seri problemi nella vita lavorativa. L'atropina rimane però prediletta per un'approfondita analisi del fondo oculare di bambini in età prescolare.

## Stereochimica
La tropicamide contiene uno stereocentro e consiste di due enantiomeri. Si trova sotto forma di racemo, cioè una miscela in rapporto 1:1 della forma ( R ) e della forma ( S ):
| Enantiomeri di tropicamide | Enantiomeri di tropicamide |
| -------------------------- | -------------------------- |
| CAS-Number: 92934-63-9     | CAS-Number: 92934-64-0     |